# Tambuchshof
Tambuchshof ist eine Wüstung östlich von Ohrdruf im Landkreis Gotha in Thüringen.

## Geschichte
Am 17. September 1228 wurde das Gut urkundlich in den Unterlagen  Gotha diplomatica IIp. 248 erwähnt. Besitzer waren die Grafen Hermann und Albert zu Orlamünde, dann Graf Meinhard von Mühlberg, der über das Kloster belehnt worden ist. 1908 wurden die Gemeinden Heerda und Tambuchshof zum Gutsbezirk des ehemaligen Truppen- und heutigen Standortübungsplatzes Ohrdruf zusammengelegt. Der Tambuchshof ist seit 1924 wüst.